# 641.º Regimiento Antiaéreo (motorizado mixto)
El 641° Regimiento Antiaéreo (motorizado mixto) (Flak-Regiment. 641 (gem. mot.)) fue una unidad de la Luftwaffe durante la Segunda Guerra Mundial.

## Historia
Fue formado en junio de 1941 por el VI Comando Administrativo Aéreo. En octubre de 1941 es reasignado al I./47° Regimiento Antiaéreo.

## Orden de Batalla en junio de 1941
- I./641 con el 410° Batallón Antiaéreo de Reserva.
- 1./641 con el 1./31° Regimiento de la Fortaleza Antiaérea.
- 2./641 con el 1./33° Regimiento de la Fortaleza Antiaérea.
- 3./641 con el 2./33° Regimiento de la Fortaleza Antiaérea.
- 4./641 con el Flak-MG-Reserse Kompanie. 2.
- 5./641 nuevo (julio de 1941?).

## Servicios
- 1941: bajo el VI Comando Administrativo Aéreo?.